# Tim „Ripper” Owens
Timothy S. Owens (Akron, Ohio, 1967. szeptember 13. –) amerikai heavy metal énekes, aki a Judas Priest-hez való csatlakozása révén lett ismert a 90-es évek második felében. Korábban egy Winter’s Bane nevű power metal zenekarban énekelt, majd 1996-ban lett a Judas Priest tagja. 2003-ban Rob Halford visszatérése miatt távozni kényszerült, majd az Iced Earth énekese lett. Azonban Matt Barlow visszatérése miatt innen is távoznia kellett. Jelenleg Yngwie J. Malmsteen mellett énekel, de emellett olyan zenekarok tagja, mint például a Beyond Fear, vagy a Charred Walls of the Damned, de saját neve alatt is adott ki albumot.

## Pályafutása
Hamar elkezdett érdeklődni az éneklés iránt, többek között olyan zenekarok hatására, mint a Black Sabbath, a Dio, vagy a Judas Priest. Első zenekara a Brainicide volt, mely 1990-ben egyetlen demót adott ki, de szerepeltek egy Heavy Artillery k7 című válogatáslemezen is. Az 1990-ben megjelenő korongon a Payment in Blood című dallal képviselték magukat. Owens ezt követően a Winter's Bane power metal zenekar énekese lett. Az együttessel egyetlen albumot készített, a Heart of a Killer címűt, mely 1993-ban jelent meg. Ez idő tájt Owens énekelt egy Judas Priest dalokat játszó British Steel nevű együttesben is, mely a Priest British Steel című albuma után nevezte el magát.
1996-ban lett a Judas Priest énekese, ezzel olyan jelölteket utasítva maga mögé, mint Ralf Scheepers egykori Gamma Ray és jelenlegi Primal Fear énekes.
A „Ripper” becenevet a hasonló című Judas Priest nóta hű interpretálása nyomán érdemelte ki, mely igencsak megterheli a hangszálakat.

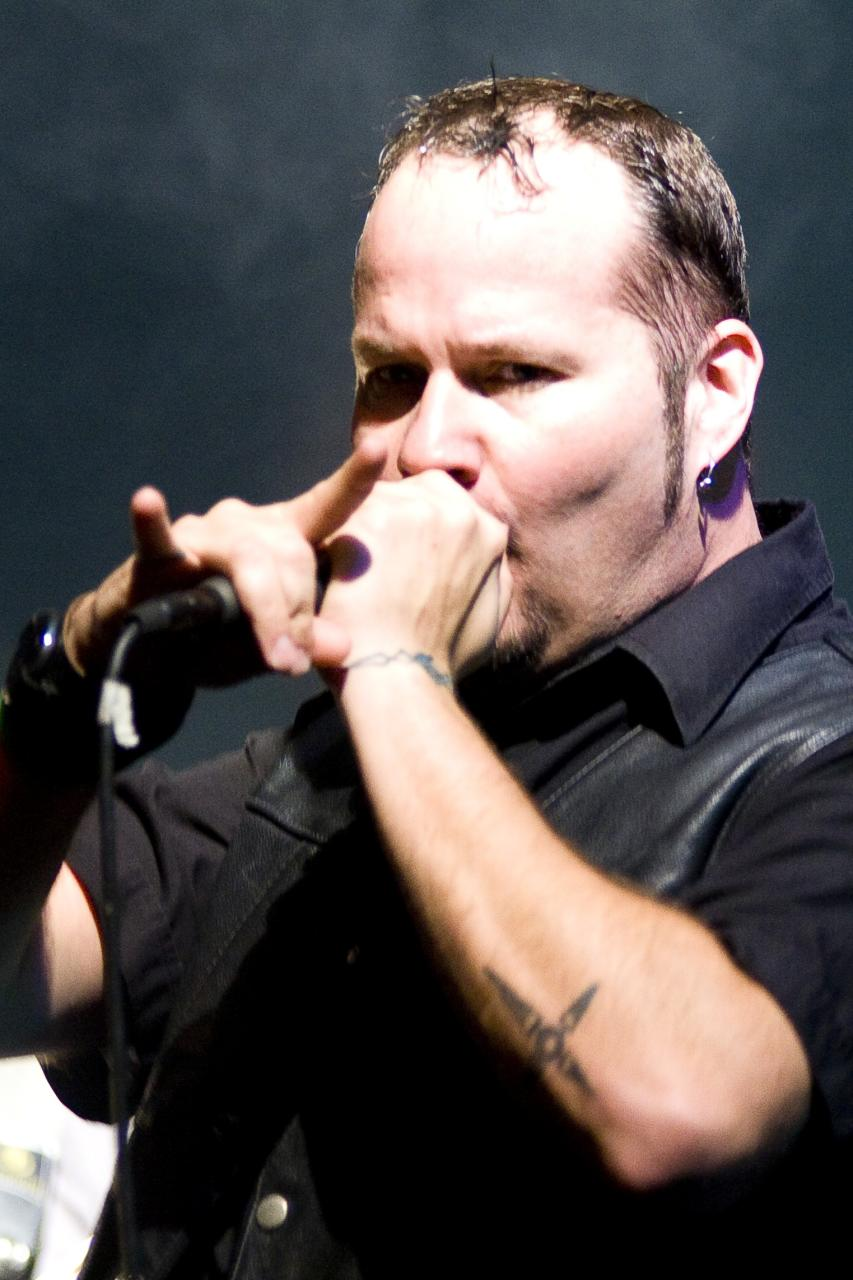
Tim „Ripper” Owens a Judas Priest tagjaként lett ismert. Sok rajongó nem fogadta el Rob Halford utódjaként, de az Iced Earth frontembereként is vegyes érzelmeket keltett.

Első albuma a Priest tagjaként az 1997-es Jugulator volt, melyet 2001-ben követett a Demolition album. Az anyagok csalódást okoztak a rajongók nagyobbik részének. Ezen albumok a Judas Priest korábbi munkáival szemben egy modernebb, súlyosabb hangzás felé fordultak, melyek csak elvétve tartalmazták az együttes által korábban képviselt heavy metalt. Owens technikailag hibátlanul pótolta elődjét, hangjának mélyebb tónusait is kihasználva.
A thrash metal és modern metal hatásokat mutató dalok szerzői azonban Glenn Tipton és K. K. Downing voltak, Owens tehát nem folyt bele a dalszerzésbe. Mindössze egyetlen dal készült a közreműködésével a „What’s My Name?”, mely a Demolition album bónusz dalaként jelent meg.
A Judas Priest-ben egyszer Grammy-díjra is jelölték Best Metal Performance kategóriában. A jelölést a Bullet Train című dal kapta, de a díjat a Metallica Better than You dala nyerte meg. Owens a két nagylemez mellett két koncertlemezt is készített a Priest-tel, de ő látható az együttes Live in London című koncert DVD-jén is.
2003-ban Rob Halford visszatérése miatt távozni kényszerült, majd az Iced Earth énekese lett. A Judas Priest-be való bekerülése szolgáltatta az alapot a Rocksztár című amerikai vígjátékhoz, melyet 2001-ben vetítettek a mozikban.
Az Iced Earth tagjaként a 2004-es The Glorious Burden albumon debütált, amit a 2007-es Framing Armageddon (Something Wicked Part 1) album követett. A két album között jelent meg, saját zenekarának a Beyond Fear-nek címnélküli debütlemeze, melyen Judas Priest hatásokban bővelkedő power metal hallható. Az együttes basszusgitárosa az a Dennis Hayes aki korábban a Winter's Bane tagja is volt. 2007-ben Hayes is csatlakozott az Iced Earth tagságához, mivel az együttes korábbi basszusgitárosa James "Bo" Wallace bejelentette távozását. 2007. december 11-én az együttes vezetője/gitárosa Jon Schaffer bejelentette, hogy az Iced Earth újra Matthew Barlow énekessel dolgozik, ezért Owens-nek ismét távoznia kellett.
2008. február 26-án sajtóközlemény jelent meg, miszerint Owens Doogie White utódjaként Yngwie J. Malmsteen énekeseként folytatja pályafutását. 2008-ban debütált a svéd gitáros oldalán a Perpetual Flame albumon, majd 2009. február 19-én megjelentette első szólólemezét a Play My Game címűt. Az anyagot nagy érdeklődés fogadta, mivel a dalokban a hard rock/metal számos nagynevű zenésze kísérte az énekest.
2009-ben új zenekart hozott létre Richard Christy egykori Death és Iced Earth dobossal, Charred Walls of the Damned néven. Az együttes basszusgitárosa Steve DiGiorgio, míg gitáron a neves producer Jason Suecof játszik. A progresszív, komplex heavy/thrash metalt játszó együttes, debütáló albuma Charred Walls of the Damned címmel a Metal Blade gondozásában jelent meg, 2010. február 2-án.

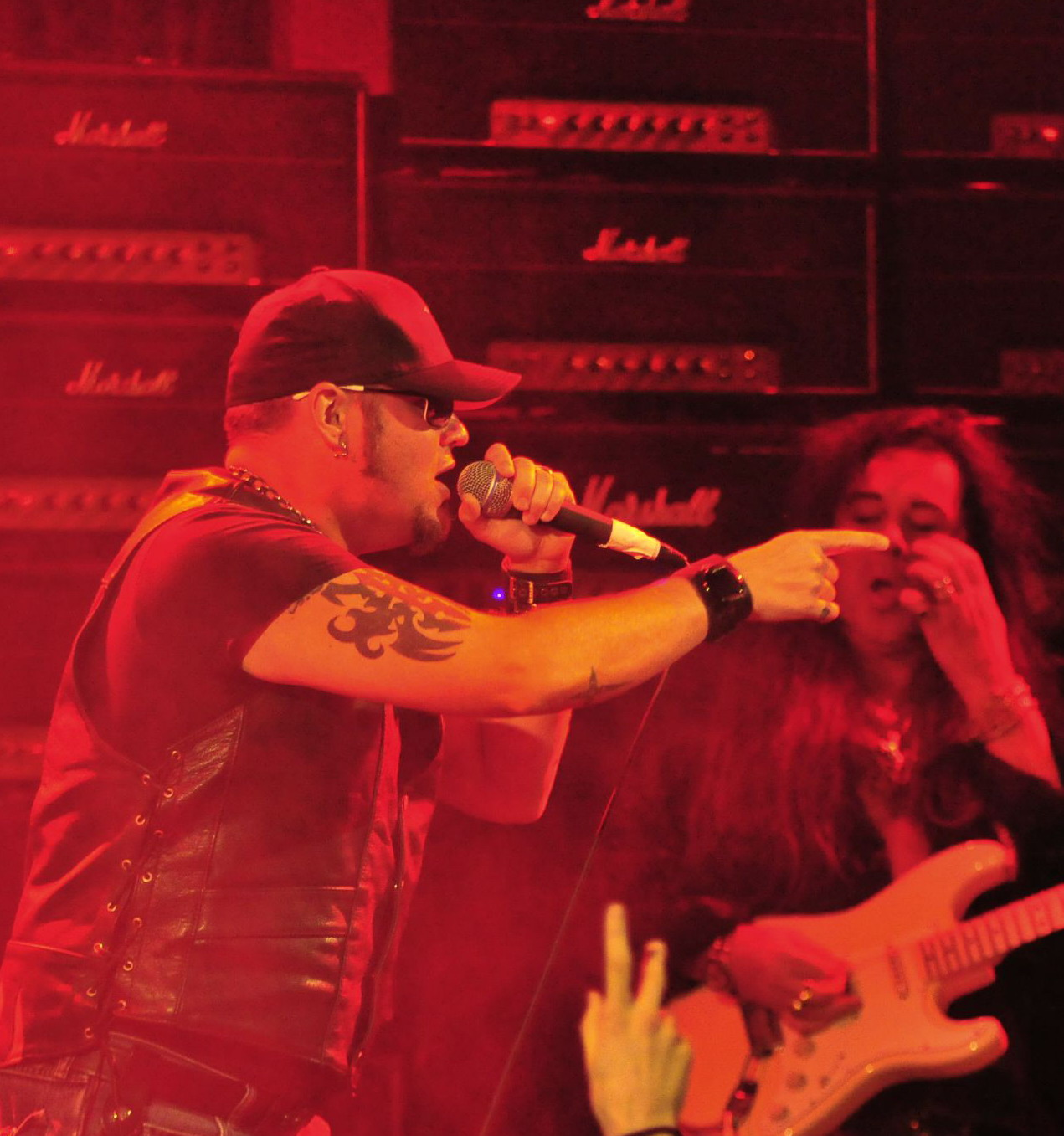
Tim "Ripper" Owens Yngwie Malmsteen oldalán.

2010. október 16-án nyitotta meg kapuit a Ripper Owens Tap House étterem, mely egyben rockzenei múzeumként is funkciónál.
2010-ben Yngwie J. Malmsteen Relentless című albumán is énekelt, de tagja egy Hail! nevű tribute zenekarnak is. Ebben az együttesben olyan zenészek a társai, mint Andreas Kisser, Paul Bostaph, David Ellefson, Mike Portnoy, Jimmy DeGrasso vagy Roy Mayorga. A klasszikus metal dalokat játszó együttest Owens, DeGrasso, Ellefson és Kisser még 2008 végén hozta létre.
A Hail! 2009-ben európában is turnézott, de a 2010-es európai turnén már az alábbi felállás játszott: Andreas Kisser, Tim "Ripper" Owens, Paul Bostaph és James LoMenzo.
2010. március 5-én Budapesten adott szólókoncertet, melyen magyar zenészek kísérték az énekest. A koncert sikerére való tekintettel többször is játszott Magyarországon, legutóbb 2011. február 19-én a pécsi Zion klubban, de emellett 2011-ben egy duett erejéig felbukkant Ralf Scheepers szólóalbumán is.

## Lemezei

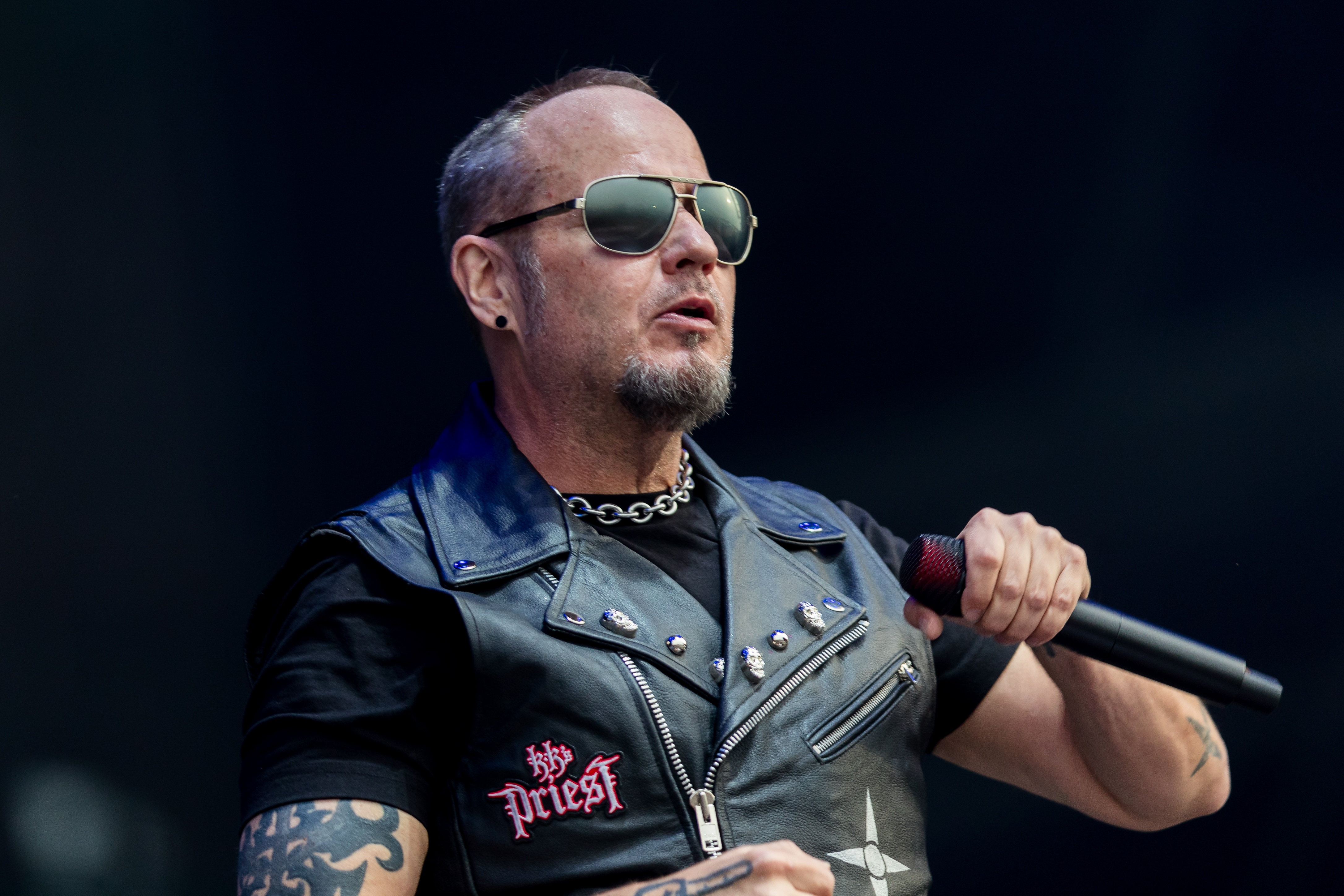
Tim "Ripper" Owens (2024)

### Brainicide
- Heavy Artillery k7 (válogatáslemez) (1990) (a "Payment in Blood" c. dallal szerepeltek)
- Brutal Mentality K7 Demo (1990)

### Winter’s Bane
- Heart of a Killer (1993)

### Judas Priest
- Jugulator (1997)
- Meltdown (koncertlemez, 1998)
- Demolition (2001)
- Live in London (koncertlemez és dvd, 2003)
- Metalogy (box set; 4 dal erejéig; 2004)

### Iced Earth
- The Reckoning (kislemez) (2003)
- The Glorious Burden (2004)
- Overture of the Wicked (2007)
- Framing Armageddon (Something Wicked Part 1) (2007)
- Live at Wacken 2007 (koncertlemez, melyen 2 dallal szerepel 2008)

### Beyond Fear
- Beyond Fear (2006)

### Yngwie J. Malmsteen
- Perpetual Flame (2008)
- Relentless (2010)

### Szólólemezek
- Play My Game (2009)

### Charred Walls of the Damned
- Charred Walls of the Damned (2010)
- Cold Winds on Timeless Days (2011)

### Feldolgozás albumok
- Kickstart my Heart: Mötley Crüe tribute (a „Louder than Hell”-ben háttérvokálozik)
- One Way Street: Aerosmith tribute (Dal: „Round and round”)
- Numbers from the Beast: Iron Maiden tribute (Dal: „Flight of Icarus”)
- Bat Head Soup: Ozzy tribute (Dal: „Mr. Crowley”)
- Butchering The Beatles: The Beatles Tribute (Dal: „Hey Jude”)
- Hell Bent Forever: Judas Priest tribute (Dal: „Exciter”)
- SIN-atra: Frank Sinatra tribute (Dal: „Witchcraft”)

### Egyéb feldolgozások
- Demolition album bónuszdala: The Green Manalishi a Fleetwood Mac együttestől.
- Heavy Hitters: Michael Schenker feldolgozásalbuma, melyen a War Pigs című  Black Sabbath dalt énekli.
- We Wish you a Metal Xmas and a Headbanging New Year: karácsonyi dalokat tartalmazó metal album, melyen a Santa Claus Is Back In Town című Elvis Presley dalt énekli.
- High Impact: Yngwie J. Malmsteen válogatáslemeze, melyen a Beat It című Michael Jackson dalt énekli.
- Charred Walls of the Damned: az együttessel a Powermad Nice Dreams számát énekli.

### Egyéb szereplései
- Spawn - Round 2 (production, 1998)
- Soulbender - Demo (2008)
- Ellefson, Bittner, Grigsby & Owens - Leave it alone (Dimebag Darrell emlékére, iTunes kiadás) (2008)
- Roadrunner United - The Concert (DVD, 2008)
- Avantasia - The Wicked Symphony (2010)
- The Claymore - Damnation Reigns (2010)
- Memorain - Evolution (2011)
- Ralf Scheepers - Scheepers (2011)